# Dasybasis danielae
Dasybasis danielae är en tvåvingeart som beskrevs av Trojan 1991. Dasybasis danielae ingår i släktet Dasybasis och familjen bromsar.
Artens utbredningsområde är Nya Kaledonien. Inga underarter finns listade i Catalogue of Life.